# Kanton Viviers
Kanton Viviers (fr. Canton de Viviers) je francouzský kanton v departementu Ardèche v regionu Rhône-Alpes. Skládá se ze šesti obcí.

## Obce kantonu
- Alba-la-Romaine
- Aubignas
- Le Teil
- Saint-Thomé
- Valvignères
- Viviers